# Cryptotrogus paupera
Cryptotrogus paupera är en skalbaggsart som beskrevs av Hampe 1852. Cryptotrogus paupera ingår i släktet Cryptotrogus och familjen Melolonthidae. Inga underarter finns listade i Catalogue of Life.